# Марія Коберн
Марія Коберн (англ. Maria Coburn, 22 листопада 2001) — американська стрибунка у воду. Учасниця Чемпіонату світу з водних видів спорту 2019 де в стрибках з метрового трампліна посіла 10-те місце.